# Etna (Califòrnia)
Etna és una població dels Estats Units a l'estat de Califòrnia. Segons el cens del 2000 tenia 781 habitants.

## Demografia
Segons el cens del 2000, Etna tenia 781 habitants, 329 habitatges, i 210 famílies. La densitat de població era de 381,7 habitants/km².
Dels 329 habitatges en un 28% hi vivien nens de menys de 18 anys, en un 48,9% hi vivien parelles casades, en un 11,6% dones solteres, i en un 35,9% no eren unitats familiars. En el 31% dels habitatges hi vivien persones soles el 17,6% de les quals corresponia a persones de 65 anys o més que vivien soles. El nombre mitjà de persones vivint en cada habitatge era de 2,37 i el nombre mitjà de persones que vivien en cada família era de 2,98.
Per edats la població es repartia de la següent manera: un 26,1% tenia menys de 18 anys, un 4,7% entre 18 i 24, un 21,4% entre 25 i 44, un 25,1% de 45 a 60 i un 22,7% 65 anys o més.
L'edat mediana era de 44 anys. Per cada 100 dones de 18 o més anys hi havia 93,6 homes.
La renda mediana per habitatge era de 25.179 $ i la renda mediana per família de 30.461 $. Els homes tenien una renda mediana de 25.972 $ mentre que les dones 20.750 $. La renda per capita de la població era de 13.737 $. Entorn del 13,7% de les famílies i el 19,7% de la població estaven per davall del llindar de pobresa.

## Poblacions més properes
El següent diagrama mostra les poblacions més properes.